# وسام الزهاوي
وسام شوكت الزهاوي دبلوماسي عراقي، كان مسؤولاً سابقًا في حكومة الرئيس العراقي الأسبق صدام حسين، وتولى العديد من المناصب بما في ذلك مكتب سفير العراق غير المقيم لدى الكرسي الرسولي وسفير العراق لدى الأمم المتحدة. كما شغل منصب الأمين العام لمنتدى الفكر العربي، منذ 2004 حتى 2007.